# Bérangère Vantusso
Bérangère Vantusso, née en 1974 à Longwy, est une marionnettiste et metteuse en scène française. Formée au Centre dramatique national de Nancy, elle cofonde en avril 1999 la compagnie trois-six-trente. Elle dirige, de 2017 à 2023, le Studio-Théâtre de Vitry-sur-Seine. Elle est programmée à deux reprises au Festival d'Avignon avec les spectacles L'Institut Benjamenta en 2016 et Bouger les lignes en 2021. Depuis janvier 2024, elle est directrice du Théâtre Olympia Centre dramatique national de Tours.

## Biographie
Bérangère Vantusso est née en 1974 à Longwy, en région Lorraine. Après avoir obtenu son baccalauréat, elle part vivre à Nancy faire des études en BTS de biotechnologie et suivre en parallèle, de 1992 à 1995, les cours d'art dramatique du Théâtre de la Manufacture. Elle part ensuite pour Paris en 1998 et s'inscrit en auditrice libre en Études théâtrales à l'Université Sorbonne-Nouvelle. Elle découvre la marionnette lors d'un atelier de pratique artistique mené par François Lazaro puis joue en tant qu'interprète marionnettiste dans des mises en scènes de François Lazaro mais également d'Émilie Valantin et de Michel Laubu. En 1999, elle cofonde avec Eddy Pallaro et Anne Dupagne la Compagnie trois-six-trente (trois personnes ont six mains et trente doigts). En 2005, dans le cadre d'une exposition à la Fondation Cartier, elles découvre les sculptures de Ron Mueck qui lui donneront envie de travailler avec des marionnettes hyperréalistes.
En 2013, elle est, en compagnie de Stéphane Georis « grand artiste invité » du Festival mondial des théâtres de marionnette de Charleville-Mézières, y présentant trois de ses créations, Les Aveugles, Violet, et Personne(s),,.
En 2016, elle créé L’Institut Benjamenta pour le Festival d'Avignon. Elle est nommée directrice artistique du Studio-Théâtre de Vitry-sur-Seine en 2016 pour une prise de fonctions le 2 janvier 2017,. En 2021, elle est de nouveau programmée au Festival d'Avignon avec le spectacle Bouger les lignes - Histoires de cartes interprété par des comédiens de la Compagnie de l'Oiseau-Mouche,.

## Théâtre
- 1999 : Le Dieu Bonheur, Bérangère Vantusso, Compagnie trois-six-trente
- 2001 : Sur une chaise renversée, Bérangère Vantusso, Compagnie trois-six-trente
- 2003 : Les Messagers, Bérangère Vantusso, Compagnie trois-six-trente
- 2004 : Va où – Ce qui m’arrive à tout le monde, Bérangère Vantusso, Compagnie trois-six-trente
- 2007 : Kant, Bérangère Vantusso, Compagnie trois-six-trente
- 2008 : Les Aveugles, Bérangère Vantusso, Compagnie trois-six-trente
- 2009 : La Trafiquante, Bérangère Vantusso, Compagnie trois-six-trente
- 2009 : L’Herbe folle, Bérangère Vantusso, Compagnie trois-six-trente
- 2012 : Violet, Bérangère Vantusso, Compagnie trois-six-trente
- 2013 : Personne(s), une installation pour un théâtre immobile, Bérangère Vantusso et Marguerite Bordat, Compagnie trois-six-trente
- 2014 : Le Rêve d’Anna, Bérangère Vantusso, Compagnie trois-six-trente
- 2016 : L'Institut Benjamenta, Bérangère Vantusso, Compagnie trois-six-trente
- 2017 : Le Cercle de craie, Bérangère Vantusso, Institut International de la marionnette
- 2018 : Longueur d’ondes, histoire d’une radio libre, Bérangère Vantusso, Compagnie trois-six-trente
- 2020 : Alors Carcasse, Bérangère Vantusso, Compagnie trois-six-trente
- 2020 : Comprendre la vie, Bérangère Vantusso, École Nationale Supérieure d'Art Dramatique de Montpellier
- 2021 : Bouger les lignes - Histoires de cartes, Bérangère Vantusso, Compagnie trois-six-trente
- 2023-2024: Rhinocéros Ou comment [tout] piétiner, Bérangère Vantusso, Compagnie trois-six-trente